# Negro Sinful Songs
Negro Sinful Songs (of Negro Sinful Songs Sung by Lead Belly) is een album uit 1939 van Lead Belly, geproduceerd door Alan Lomax. Op 1 april 1939 heeft Lead Belly een het album opgenomen bij Musicraft Records. Lead Belly nam in totaal 14 opnames op, waarvan er 10 zijn geselecteerd voor het album. Negro Sinful Songs werd oorspronkelijk uitgebracht als een verzameling van vijf schijven van 10"-78 toerenplaten, met catalogusnummer Musicraft Album 31.
Het eerste nummer op het album, "Frankie and Albert", moest in twee delen worden opgesplitst vanwege de speeltijdbeperkingen van 78 toerenplaten (elke kant kan maximaal ongeveer drie minuten geluid bevatten). Oorspronkelijk stonden beide helften van het nummer op de eerste schijf van het album, op kant A en B. Op een gegeven moment na de eerste persing werd de tweede helft van het nummer verplaatst naar kant A van de tweede schijf. Dit werd gedaan om plaats te bieden aan automatische platenwisselaars, die gemakkelijk van de ene schijf naar de andere konden gaan, maar niet om schijven om te draaien. "Looky, Looky, Yonder", "Black Betty" en "Yallow Women's Door Bells" zijn opgenomen als één doorlopende opname en hebben daarom hetzelfde matrixnummer. Hetzelfde geldt voor "Ain't Goin' Down to the Well No Mo'" en "Go Down Old Hannah", evenals "Poor Howard" en "Green Corn". Elk matrixnummer kreeg een eigen kant van een schijf.
| Nr. | Titel                           | Matrix Number | Duur |
| --- | ------------------------------- | ------------- | ---- |
| 1.  | Frankie and Albert (First Half) | GM-499-K      | 2:52 |
| 2.  | Frankie and Albert (Completion) | GM-499-A      | 3:08 |

| Nr. | Titel                               | Matrix Number | Duur |
| --- | ----------------------------------- | ------------- | ---- |
| 1.  | Looky, Looky, Yonder                | GM-503-M      | 1:00 |
| 2.  | Black Betty                         | GM-503-M      | 0:57 |
| 3.  | Yallow Women's Door Bells           | GM-503-M      | 1:03 |
| 4.  | Ain't Goin' Down to the Well No Mo' | GM-509-K      | 2:01 |
| 5.  | Go Down Old Hannah                  | GM-509-K      | 1:16 |

| Nr. | Titel         | Matrix Number | Duur |
| --- | ------------- | ------------- | ---- |
| 1.  | Poor Howard   | GM-505-K      | 1:31 |
| 2.  | Green Corn    | GM-505-K      | 1:42 |
| 3.  | Fannin Street | GM-498        | 2:39 |

| Nr. | Titel           | Matrix Number | Duur |
| --- | --------------- | ------------- | ---- |
| 1.  | The Boll Weevil | GM-507-A      | 3:07 |
| 2.  | De Kalb Blues   | GM-501        | 2:52 |

| Nr. | Titel               | Matrix Number | Duur |
| --- | ------------------- | ------------- | ---- |
| 1.  | The Gallis Pole     | GM-509-A      | 3:02 |
| 2.  | The Bourgeois Blues | GM-504        | 3:16 |